# مرکز ساژو گرینلند
مرکز ساژو گرینلند (به لاتین: Greenland Group Suzhou Center) یک آسمان‌خراش در چین است که در سوژو واقع شده‌است.